# Big Sur (2013)
Big Sur is een Amerikaanse dramafilm uit 2013 onder regie van Michael Polish. De productie is een verfilming van het gelijknamige boek van Jack Kerouac, over zijn plotselinge literaire succes met de roman On the Road (1957) en zijn problemen met alcohol- en drugsmisbruik.

## Verhaal
Plotselinge roem en een zelfdestructieve levensstijl eisten hun tol op de geest en het lichaam van Jack Kerouac na het succes van On the Road. Jack Kerouac was ooit de knappe literaire non-conformistische held van de Beat Generation, nu is hij slechts een overblijfsel van zijn vroegere zelf, geteisterd door alcohol en drugs en gekweld door twijfel aan zichzelf. Hij twijfelt aan zijn talent, zijn geloof en zijn sterfelijkheid, Kerouac verruilt New York voor Californië, waar hij op een zoektocht gaat naar verlossing in een geïsoleerde, mist overtrokken hut in het primitieve landschap van de Big Sur-bossen. Wat volgt in die noodlottige drie weken van augustus 1960 is zowel beangstigend als openbarend. Terwijl Kerouac in staat is om schoonheid en verrukking te vinden in zijn omgeving, zorgt de tweedeling van zijn psyche ervoor dat hij zijn demonen niet alleen aankan. Hij begint aan een ramkoers met paranoia, afkicken, ellende en waanzin.

## Rolverdeling
- Josh Lucas als Neal Cassady
- Stana Katic als Lenora Kadel
- Kate Bosworth als Billie
- Radha Mitchell als Carolyn Cassady
- Henry Thomas als Philip Whalen
- Anthony Edwards als Lawrence Ferlinghetti
- Balthazar Getty als Michael McClure
- Patrick Fischler als Lew Welch
- John Robinson als Paul Smith
- Nora Kirkpatrick als Alyson
- Jean-Marc Barr als Jack Kerouac